# Nedvězí
Nedvězí (deutsch Ewitz) ist eine Gemeinde in Tschechien. Sie liegt zehn Kilometer südlich von Polička und gehört zum Okres Svitavy.

## Geographie

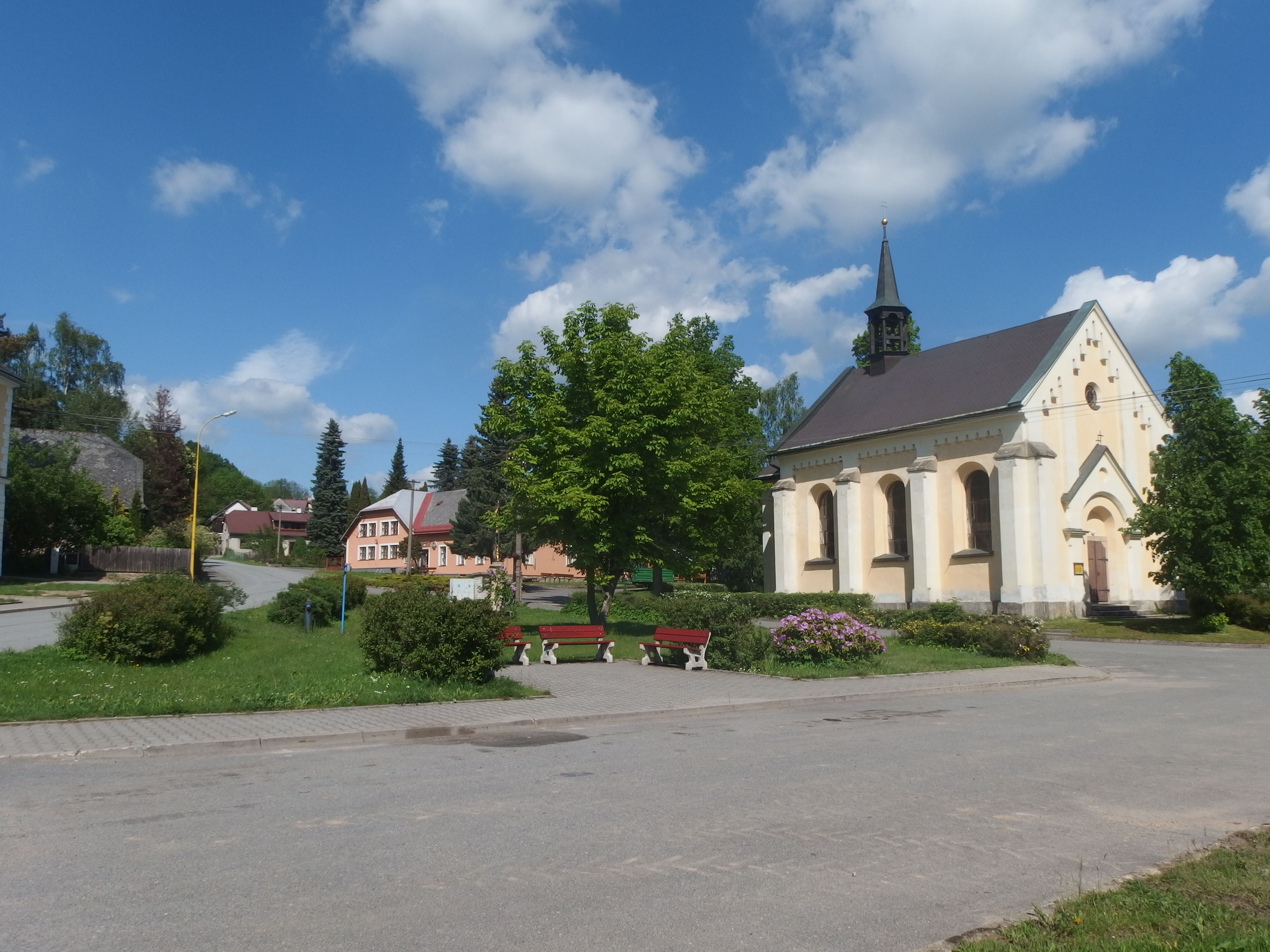
Dorfplatz mit Kirche des hl. Prokop

Das Waldhufendorf Nedvězí erstreckt sich in der Hornosvratecká vrchovina (Bergland der Oberen Swratka) am Oberlauf des Baches Trhonický potok. Nordöstlich erhebt sich der Librův kopec (722 m. n.m.), im Süden der Šubrtův kopec (746 m. n.m.) und der Navrátilův kopec (737 m. n.m.) sowie westlich der Kuklův kopec (698 m. n.m.). Das böhmische Dorf liegt unmittelbar an der historischen Landesgrenze zu Mähren.
Nachbarorte sind Horní Jedlová im Norden, Dolní Jedlová und Čtyří Dvory im Nordosten, Bystré im Osten, Hlásnice und Nyklovice im Südosten, Sulkovec und Nedvězíčko im Süden, Ubušínek und Ubušín im Südwesten, Trhonice im Westen sowie Sedliště, Kateřinky und Korouhev im Nordwesten.

## Geschichte
Nedvězí wurde wahrscheinlich im Zuge der Kolonisation der Gegend gegründet. Die älteste Nachricht von Nedvězíčko – der Fortsetzung des Unterdorfes auf mährischer Seite – stammt aus dem Jahre 1360.
Die erste urkundliche Erwähnung von Nedvězí erfolgte am 25. Februar 1474 in der Bestätigung der der königlichen Leibgedingestadt Polička von Wenzel IV. gewährten Rechte und Privilegien einschließlich des Besitzes der zum Weichbild gehörenden Dörfer durch König Ladislaus Jagiello. 1789 gab es 45 Anwesen in Nedwiczy.
Im Jahre 1835 bestand das im Chrudimer Kreis gelegene Dorf Ewitz bzw. Nedwězy aus 57 Häusern mit 340 tschechischsprachigen Einwohnern, darunter einer protestantischen Familie. Im Ort gab es eine von der Gemeinde erbaute Schule. Pfarrort war Bistrau, der Amtsort Polička. Zusammen mit weiteren Poličkaer Dörfern war auch Ewitz der Herrschaft Bistrau mit einem Hühnerzins und Forstgetreide zinsbar. Bis zur Mitte des 19. Jahrhunderts blieb Ewitz der königlichen Leibgedingestadt Polička untertänig.
Nach der Aufhebung der Patrimonialherrschaften bildete Nedvězí / Ewitz ab 1850 einen Ortsteil der Stadt Bystré / Bistrau im Gerichtsbezirk Polička. Ab 1868 gehörte das Dorf zum Bezirk Polička. 1869 hatte Nedvězí 457 Einwohner und bestand aus 68 Häusern. Am 26. Juni 1873 löste sich Nedvězí von Bystré los und bildete eine eigene Gemeinde. Im Jahre 1900 lebten in Nedvězí 587 Personen, 1910 waren es 559. Nach dem Ersten Weltkrieg zerfiel der Vielvölkerstaat Österreich-Ungarn, die Gemeinde wurde 1918 Teil der neu gebildeten Tschechoslowakischen Republik. Beim Zensus von 1921 lebten in den 72 Häusern von Nedvězí 504 Personen, davon 497 Tschechen und sieben Deutsche. Zum 1. Januar 1925 wurde Nedvězíčko von der mährischen Gemeinde Ubušínek nach Nedvězí umgemeindet; damit einher ging auch eine Änderung der böhmisch-mährischen Landesgrenze. Im Jahre 1930 bestand die Gemeinde  aus 97 Häusern und hatte 535 Einwohner. Nach dem Münchner Abkommen wurde Nedvězí im Jahre 1938 Grenzort zum Deutschen Reich, nördlich des Dorfes verlief die Reichsgrenze. Von 1939 bis 1945 gehörte Nedvězí / Ewitz zum Protektorat Böhmen und Mähren. Mit Wirkung vom 1. November 1940 wurde die Gemeinde aus dem Land Böhmen nach Mähren-Schlesien umgegliedert. Nach dem Ende des Zweiten Weltkrieges wurde der Vorkriegszustand wiederhergestellt. 1950 lebten nur noch 364 Personen in Nedvězí. Im Zuge der Gebietsreform von 1960 erfolgte die Aufhebung des Okres Polička; Nedvězí wurde dabei dem Okres Svitavy zugeordnet. Der Ortsteil Nedvězíčko wurde zum 1. Juli 1971 aufgehoben. Beim Zensus von 2001 lebten in den 90 Wohnhäusern von Nedvězí 226 Personen. Seit 2013 führt die Gemeinde ein Wappen und Banner.

## Gemeindegliederung
Für die Gemeinde Nedvězí sind keine Ortsteile ausgewiesen. Grundsiedlungseinheiten sind Nedvězí (Ewitz) und Nedvězíčko (Nedwiecziczko, 1939–45 Klein Ewitz).
Das Gemeindegebiet gliedert sich in die Katastralbezirke Nedvězí u Poličky und Nedvězíčko.

## Sehenswürdigkeiten

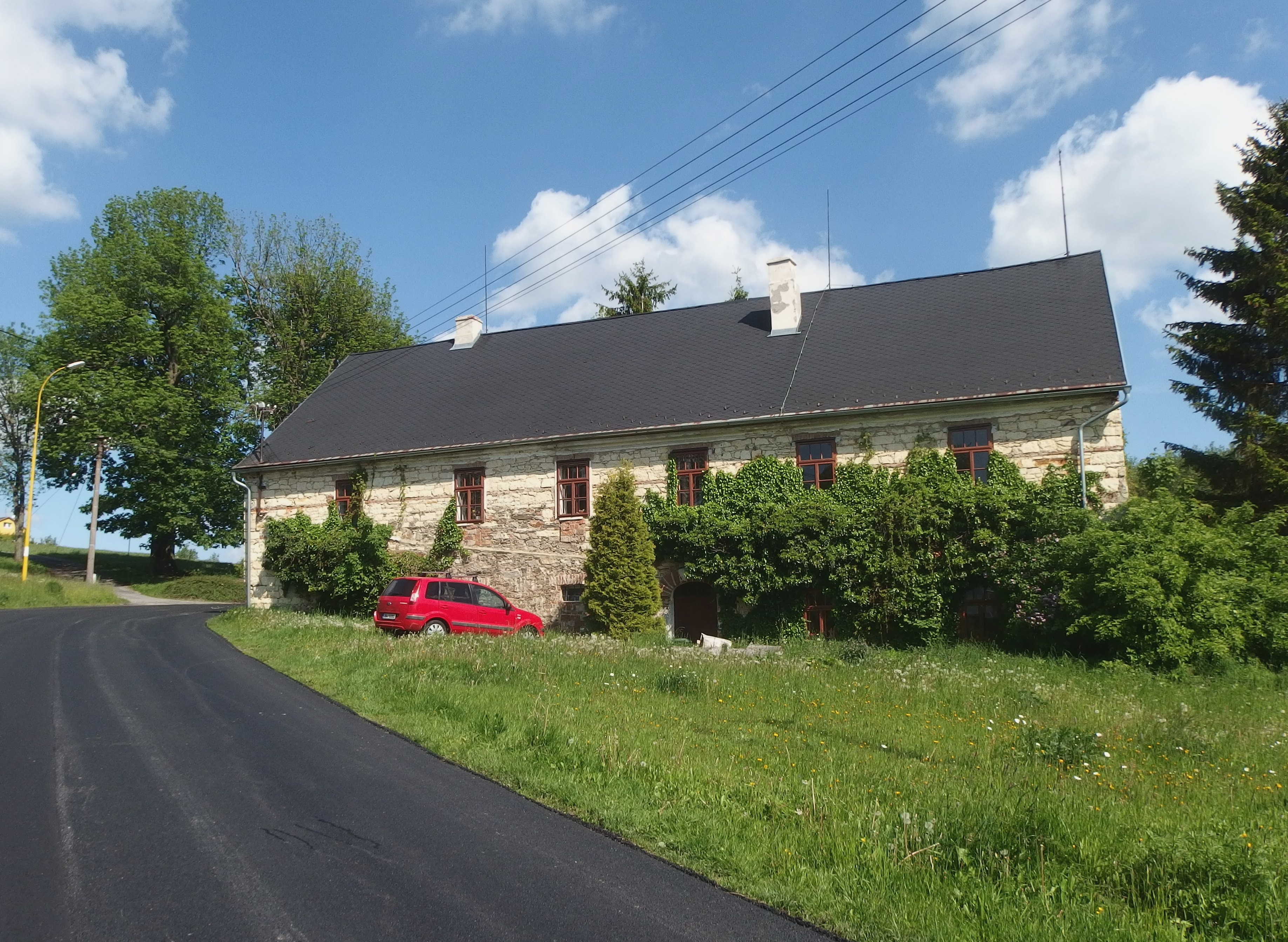
Gehöft „Librův grunt“

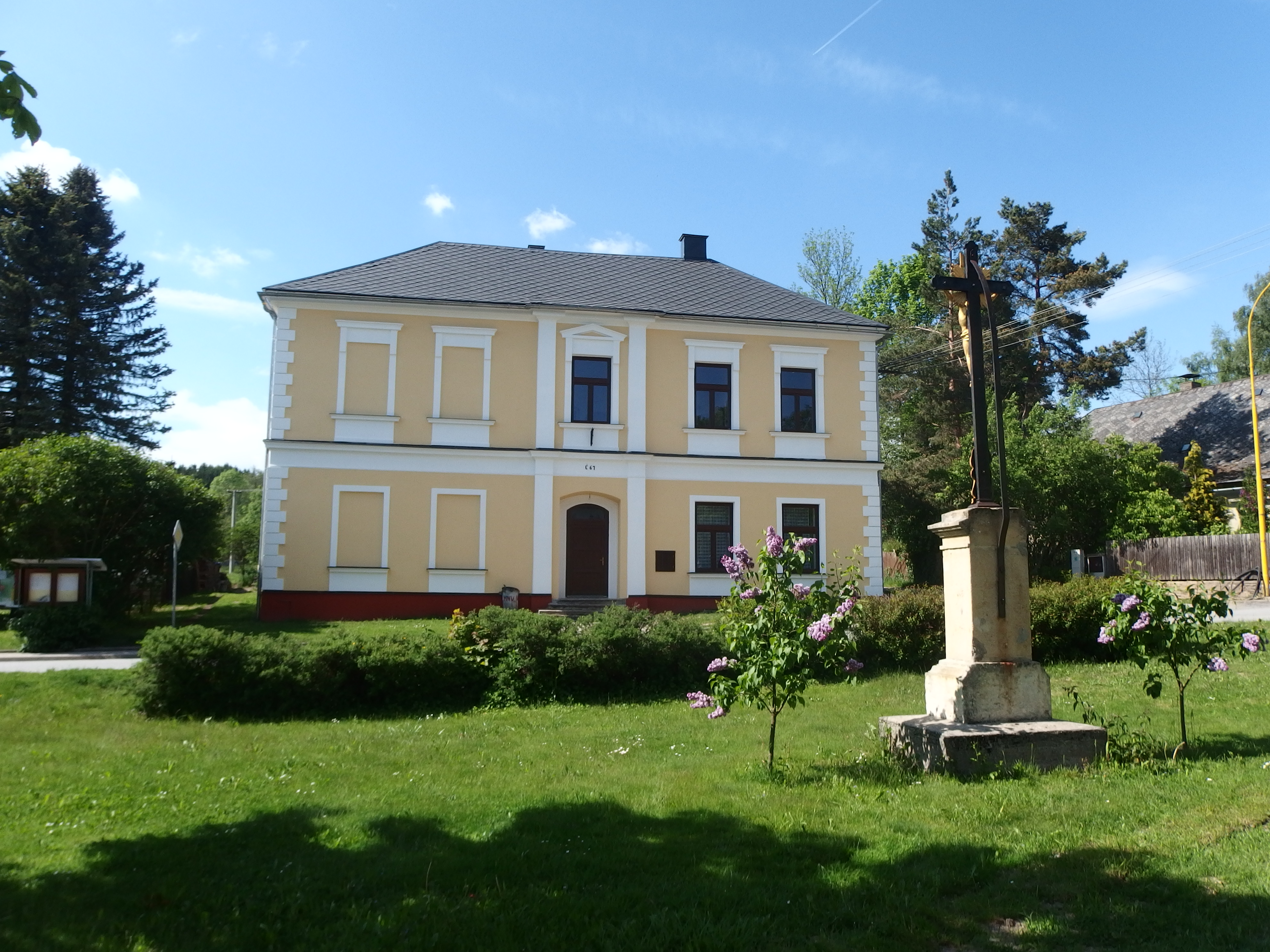
Ehemalige Schule

- Kirche des hl. Prokop, errichtet 1899–1901 anstelle einer verfallenen barocken Kapelle aus dem Jahre 1772
- Gehöft Nr. 1 (Gregorův hostinec) im Oberdorf, genannt „Librův grunt“, es ist Handlungsort der Erzählung Na Librově gruntě von Teréza Nováková
- Einige gezimmerte Chaluppen
- Ehemalige Schule
- Gedenkstein für die Gefallenen des Ersten Weltkrieges, vor dem Gemeindeamt
- Mehrere Wegkreuze